# Dom Joaquim
Dom Joaquim este un oraș în Minas Gerais (MG), Brazilia.